# Stâlpi totemici

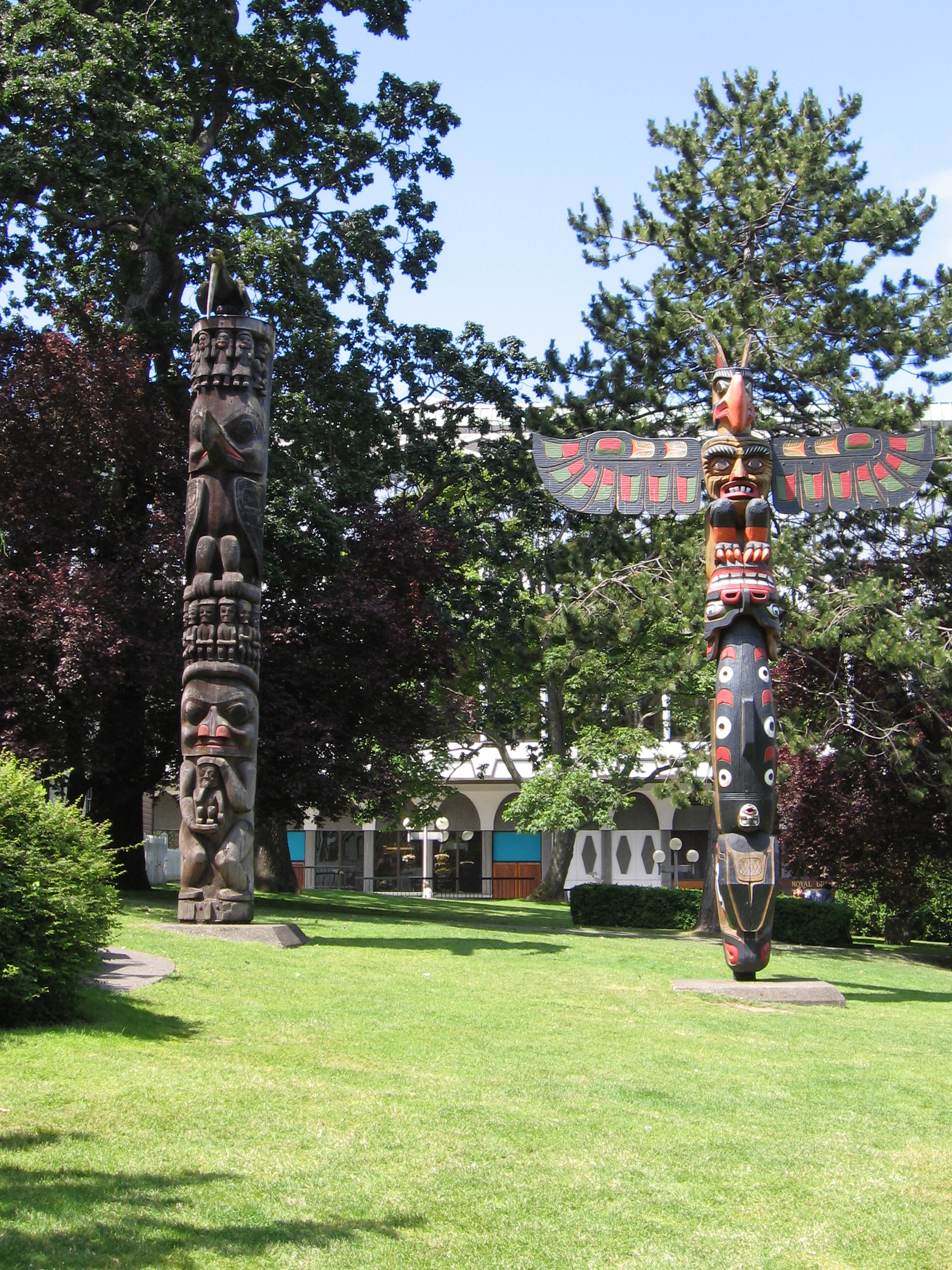
Un stâlp Gitxsan (stânga) și stâlpul Kwakwaka'wakw (dreapta) din Parcul Thunderbird (Victoria, Canada).

Stâlpii totem ("Gyáa'aang", în limba Haida )  sunt sculpturi monumentale, un tip de artă din coasta de nord-vest, constând din stâlpi, coloane sau columne, cioplite cu simboluri sau figuri. De obicei, acestea au fost obținute din copaci mari, în mare parte din cedru roșu occidental, de către Primele Națiuni și popoarele indigene de pe coasta de nord-vest a Pacificului, inclusiv comunitățile nordice de pe coasta de nord-vest - Haida, Tlingit și Tsimshian (din Alaska de sud-est și Columbia Britanică, Kwakwaka'wakw și Nuu-chah-nulth din sudul regiunii Columbia Britanică, precum și a comunităților Coast Salish din Washington și Columbia Britanică . 
Cuvântul totem derivă din limba Algonquian, unde O doodem [oˈtuːtɛm] înseamnă „grup înrudit“. Sculpturile pot simboliza sau comemora strămoșii, credințele culturale legate de legende cunoscute, înaintașii din clan sau evenimente notabile. Stâlpii pot servi, de asemenea, ca elemente arhitecturale funcționale, semne de bun venit pentru vizitatorii satului, vase mortuare pentru rămășițele strămoșilor decedați sau ca mijloc de a ridiculiza public pe cineva. Acestea pot întruchipa o narațiune istorică de o anumită importanță pentru oamenii care sculptează și instalează stâlpul. Având în vedere complexitatea și semnificațiile simbolice ale sculpturilor de pe stâlpii totemici, plasarea și importanța lor depinde de gradul de cunoaștere și de apropiere a observatorului față de semnificațiile reprezentărilor și de cultura din care acestea fac parte. 

## Istorie

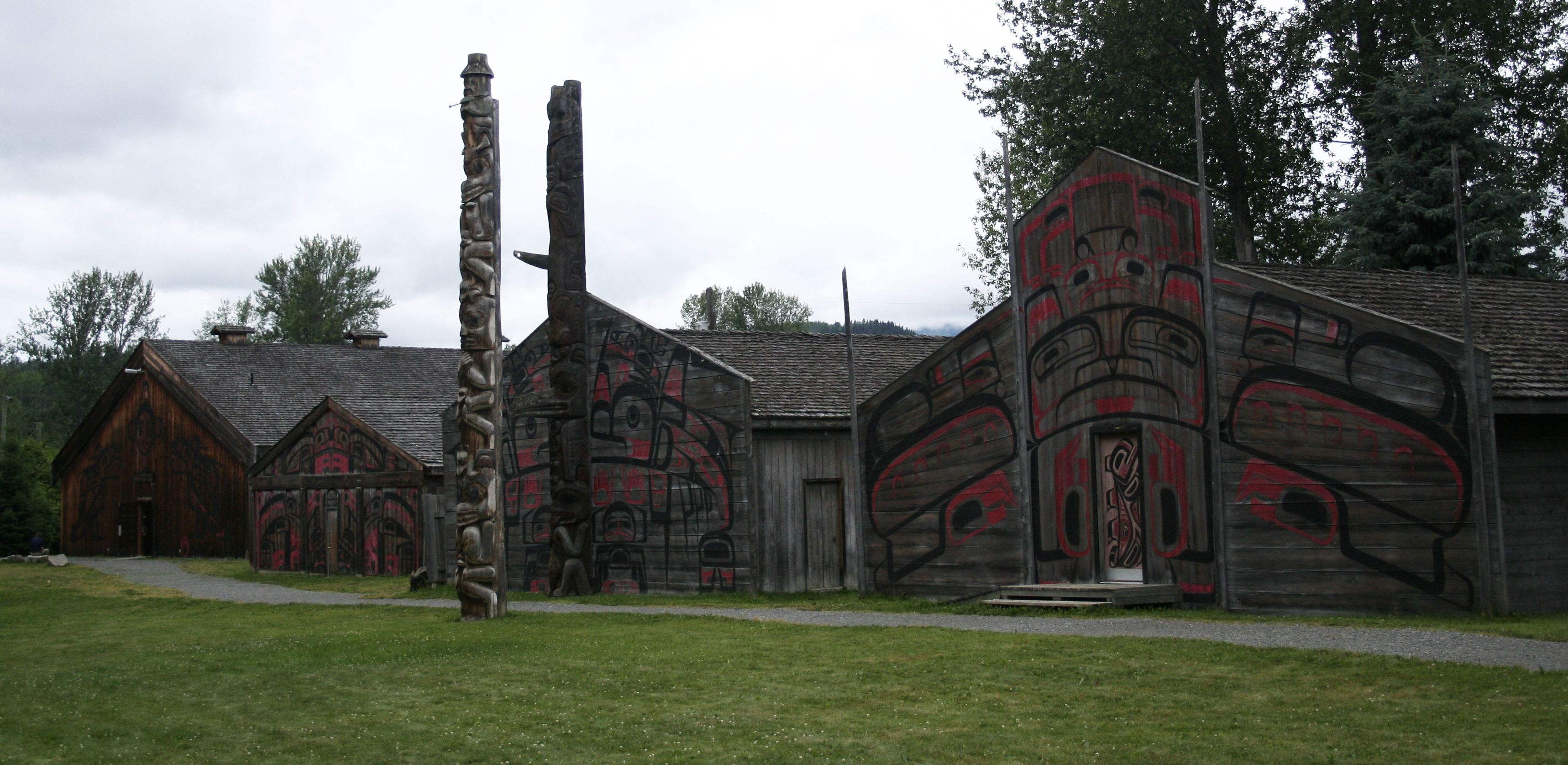
Stâlpi totemici și case în 'Ksan, în apropiere de Hazelton (Columbia Britanică).

Polii totem servesc drept ilustrații importante ale genealogiei și a moștenirii culturale a popoarelor autohtone din insulele și zonele de coastă din nord-vestul Pacificului din America de Nord, în special Columbia Britanică, Canada și zonele de coastă din Washington și sud-estul regiunii Alaska din Statele Unite. Familiile de cioplitori tradiționali provin, printre altele, din Haida, Tlingit, Tsimshian, Kwakwaka'wakw (Kwakiutl), Nuxalk (Bella Coola) și Nuu-chah-nulth (Nootka).   Stâlpii sunt ciopliți în mod obișnuit din trunchiurile foarte rezistente la putrezire ale copacilor Thuja plicata (cunoscut popular ca cedru uriaș sau cedru roșu de vest), care în cele din urmă se degradează în climatul umed și ploios de pe coasta Pacificului de Nord-Vest. Din cauza climei din regiune și a naturii materialelor folosite la fabricarea stâlpilor, au rămas puține exemplare sculptate înainte de 1900. Exemple notabile, care datează încă din 1880, le includ pe cele de la Royal British Columbia Museum din Victoria, Muzeul de antropologie de la UBC din Vancouver, Muzeul canadian de istorie din Gatineau și Totem Heritage Center din Ketchikan, Alaska. 
Stâlpii de totem sunt cele mai mari, dar nu singurele, obiecte pe care nativii de pe coasta Pacificului de Nord-Vest le folosesc pentru a înfățișa venerația spirituală, legende de familie, ființe sacre și animale, oameni sau evenimente istorice importante din punct de vedere cultural. Polii de sine stătători văzuți de primii exploratori europeni ai regiunii au fost probabil precedați de o lungă istorie a sculpturii decorative. Caracteristicile stilistice ale acestor stâlpi au fost împrumutate de la prototipuri anterioare, mai mici, sau de la stâlpii de susținere a grinzilor din interiorul caselor.  
Deși relatările exploratorilor europeni din secolul al XVIII-lea care au călătorit de-a lungul coastei indică faptul că stâlpii care decorau interiorul și exteriorul caselor existau și înainte de 1800, aceștia erau mai mici și mai puțini decât în deceniile următoare. Înainte de secolul al XIX-lea, lipsa unor instrumente de sculptură eficiente, a stării materiale și a timpului liber suficiente pentru a se devota acestui meșteșug, a întârziat dezvoltarea unor stâlpi elaborați, de sine stătători.  Înainte ca fierul și oțelul să fie cunoscute în zonă, nativii foloseau unelte din piatră, scoici sau dinți de castor pentru cioplire. Procesul era lent și laborios; topoarele nu erau cunoscute. Pe la sfârșitul secolului al XVIII-lea, utilizarea instrumentelor de tăiere a metalelor a permis elaborarea unor sculpturi mai complexe și a crescut  producția de stâlpi totemici.  Stâlpii monumentali din fața caselor autohtone din satele de coastă nu au apărut probabil decât după începutul secolului al XIX-lea.  
Eddie Malin a propus teoria conform căreia stâlpii totemici au trecut de la statutul de stâlpi de casă, containere funerare și marcatori de memorie la cel de simboluri ale clanului, ale bogăției și prestigiului familiei. El susține că cioplirea stâlpilor a început la poporul Haida din insulele Haida Gwaii și că practica s-a răspândit apoi în exterior, către Tsimshian și Tlingit, apoi de-a lungul coastei până la indigenii din Columbia Britanică și nordul Washingtonului .  Teoria lui Malin este susținută de documentația fotografică din istoria culturală a coastei Pacificului de Nord-Vest și de design-urile mai sofisticate ale stâlpilor Haida. 
Relatările din anii 1700 descriu și ilustrează stâlpi sculptați și case din lemn de-a lungul coastei din nord-vestul Pacificului.   Pe la începutul secolului al XIX-lea, importul pe scară largă de unelte de fier și oțel din Marea Britanie, Statele Unite și din alte părți a dus la o producere mai ușoară și mai rapidă de mărfuri din lemn sculptate, inclusiv stâlpi. 

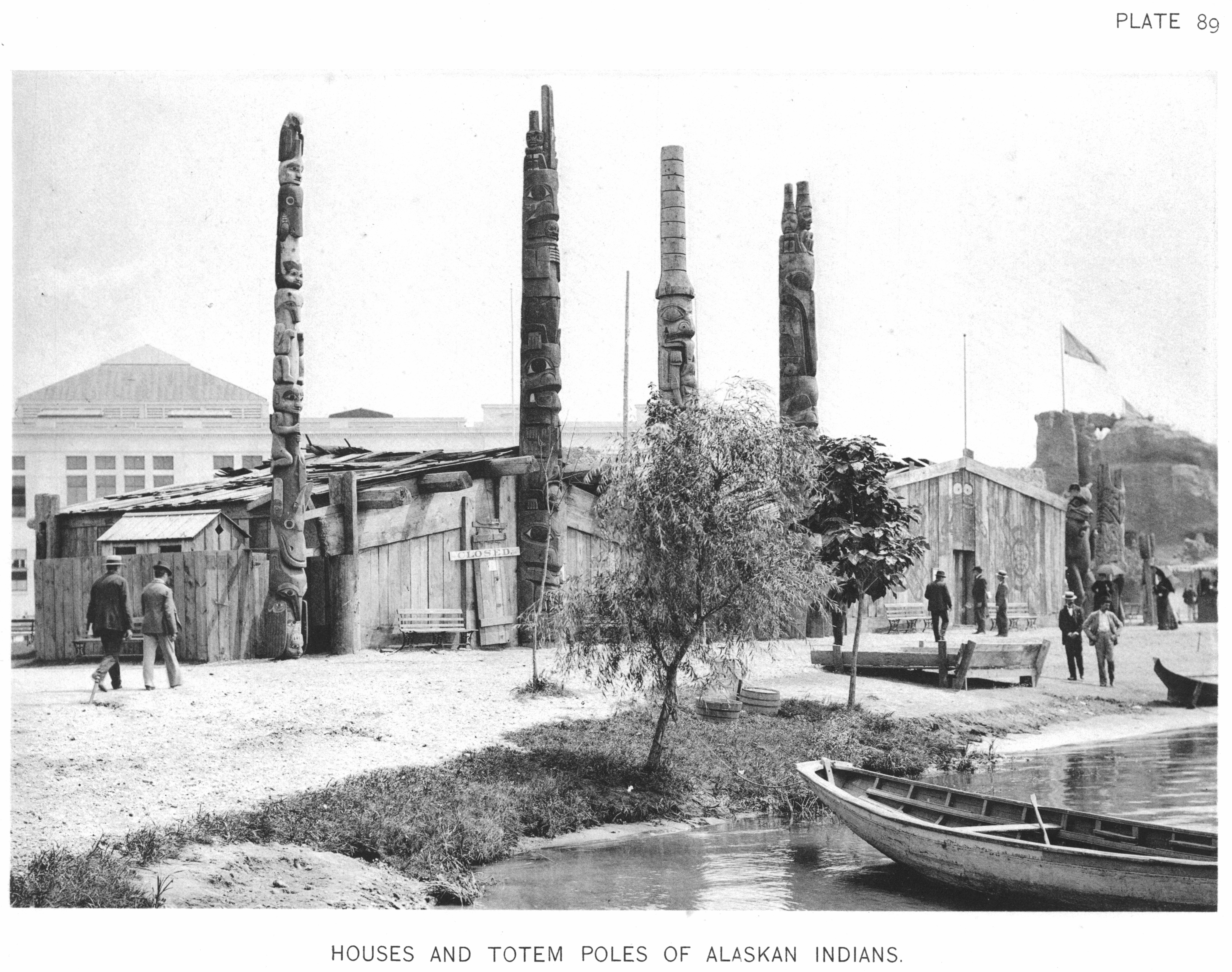
Stâlpi totemici din Alaska, la Expoziția mondială columbiană de la Chicago din 1893

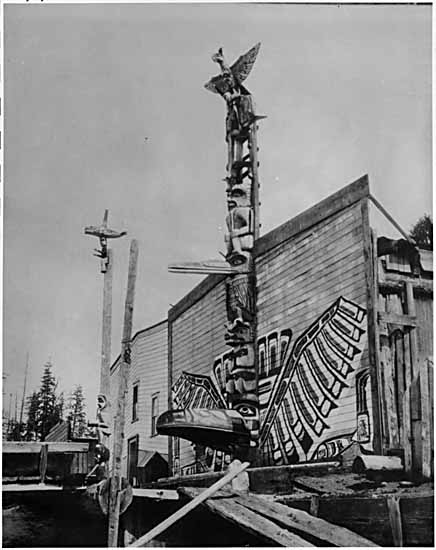
Stâlpi totemici în fața caselor din Alert Bay, Columbia Britanică, în anii 1900

În secolul al XIX-lea, comerțul american și european și stabilirea de așezări au condus inițial la amploarea sculpturii de stâlpi totemici, dar politicile și practicile americane și canadiene de aculturație și asimilare au provocat o scădere în dezvoltarea nativilor din Alaska, precum și a culturilor și meșteșugurilor nativilor americani, și au redus puternic producția de stâlpi totemici la sfârșitul sec. Între 1830 și 1880, comerțul maritim cu blană, minerit și pescuit a dat naștere unei acumulări de bogăție în rândul popoarelor de coastă.   O mare parte din ea a fost cheltuită și distribuită în ceremonii opulente (potlach), frecvent asociate cu construcția și ridicarea stâlpilor totemici.  Stâlpi monumentali au fost comandați de capii familiilor bogate pentru a prezenta statutul lor social și importanta familiilor și clanurilor lor.  În anii 1880 și 1890, turiștii, colecționarii, oamenii de știință și naturaliștii interesați de cultura autohtonă au colectat și fotografiat stâlpi totemici și alte artefacte, multe dintre ele fiind prezentate în cadrul unor expoziții precum Expoziția centenară din Philadelphia, Pennsylvania, din 1876 și Expoziția mondială a Columbiei, de la Chicago, Illinois, din 1893. 
În secolele al XIX-lea și începutul secolului al XX-lea, înainte de adoptarea Actului privind libertatea religioasă a indienilor americani, din 1978, practica religiei autohtone a nativilor a fost scoasă în afara legii, iar practicile culturale tradiționale indigene au fost, de asemenea, puternic descurajate de misionarii creștini. Aceasta a inclus cioplirea stâlpilor totemici. Misionarii au cerut convertiților să înceteze producția și să distrugă stâlpii existenți. Aproape toată fabricația de stâlpi totemici încetase până în 1901.  Sculptarea stâlpilor monumentali și funerari a continuat în unele sate mai îndepărtate, până în 1905; cu toate acestea, pe măsură ce siturile nativilor americani au fost abandonate, stâlpii și casele din lemn au fost lăsate în degradare și vandalism. 
Începând cu sfârșitul anilor 1930, o combinație de revigorare culturală, lingvistică și artistică, împreună cu interesul academic, fascinația continuă și sprijinul din partea unui public educat și empatic, a dus la o reînnoire și extindere a acestei tradiții artistice.  În 1938, Serviciul forestier al Statelor Unite a început un program de reconstrucție și conservare a stâlpilor vechi, salvând aproximativ 200, adică aproximativ o treime din cei ce mai existau la sfârșitul secolului XIX.  Cu un interes reînnoit pentru artele și tradițiile autohtone din anii 1960 și 1970, stâlpi totemici proaspăt sculptați au fost ridicați în susul și în josul coastei, în timp ce producția artistică aferentă a fost introdusă în multe medii atât noi cât și tradiționale, de la suveniruri turistice la capodopere din lemn, piatră., sticlă suflată și gravată, precum și alte suporturi tradiționale și netradiționale.  

## Sens și scop

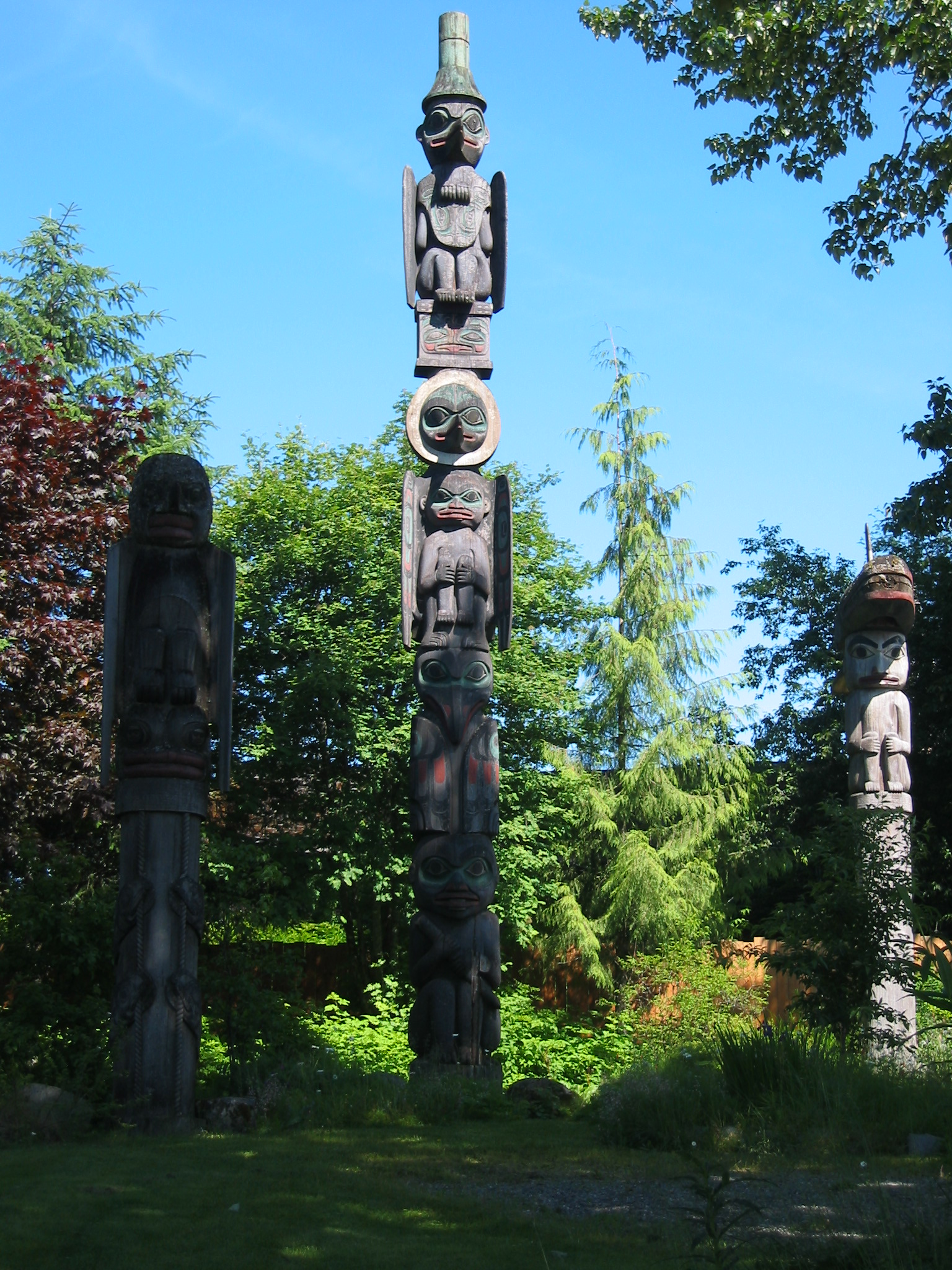
De la stânga la dreapta: stâlpul pescarului cu un singur picior, stâlpul Raven și stâlpul balenelor ucigașe din Wrangell, Alaska

Stâlpii de totem pot simboliza personaje și evenimente din mitologie sau pot transmite experiențele antecesorilor și contemporanilor.  Unele dintre aceste personaje pot apărea ca reprezentări stilistice ale obiectelor din natură, în timp ce altele sunt sculptate mai realist. Sculpturile pot include animale, pești, plante, insecte și oameni sau pot reprezenta ființe supranaturale, cum ar fi Thunderbird . Unele simbolizează ființe pot lua o altă formă, apărând ca niște combinații de animale sau de animale și oameni. Utilizarea constantă a unui anumit personaj de-a lungul timpului, cu unele mici variații în stilul sculpturii, a ajutat la dezvoltarea similitudinilor dintre aceste simboluri comune, care au permis oamenilor să le diferențieze între ele. De exemplu, corbul este simbolizat printr-un cioc lung, drept, în timp ce ciocul vulturului este curbat, iar un castor este înfățișat cu doi dinți mari în față, o bucată de lemn ținută în labele sale din față și o coadă în formă de paletă.  

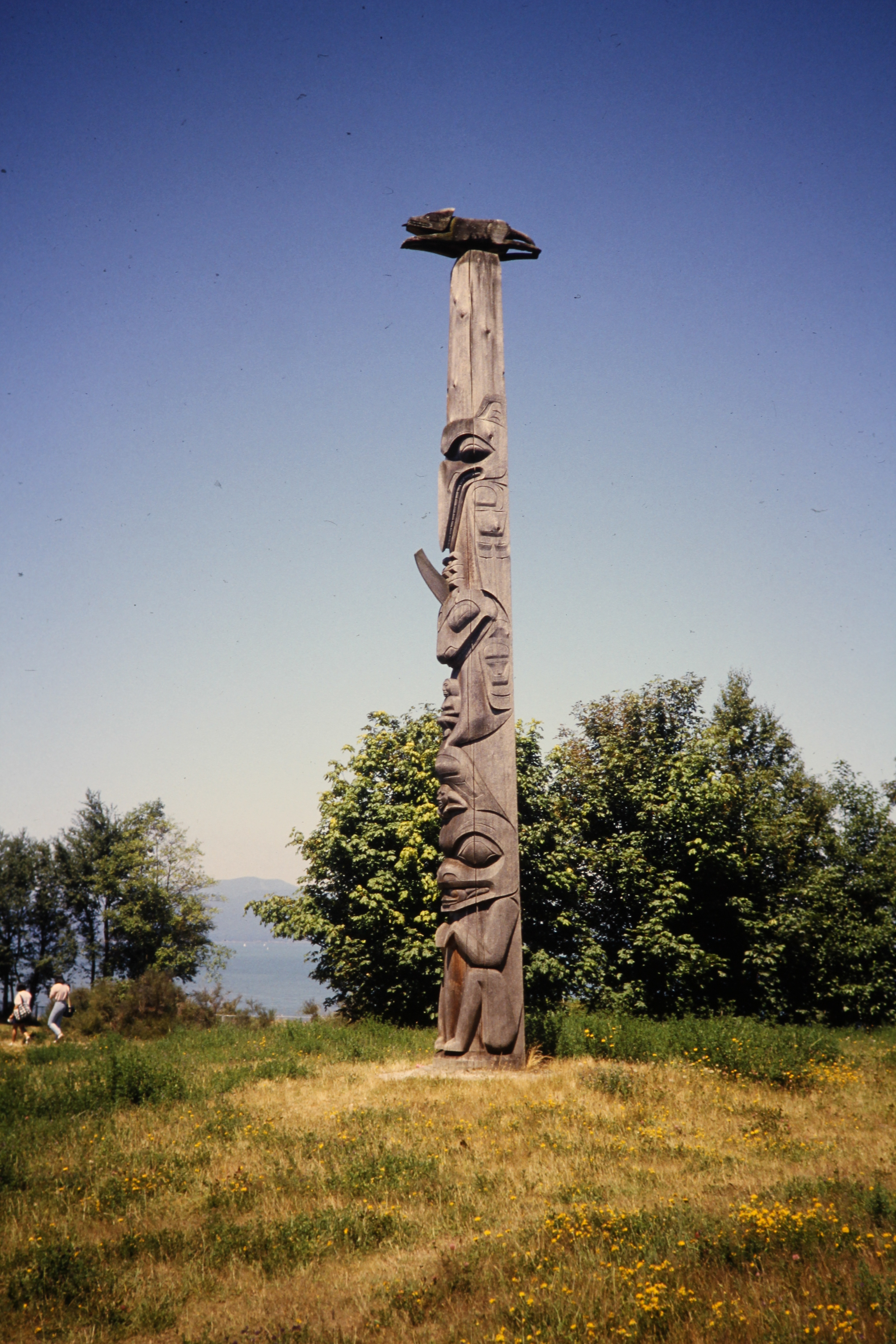
Stâlp totemic în Vancouver, Columbia Britanică

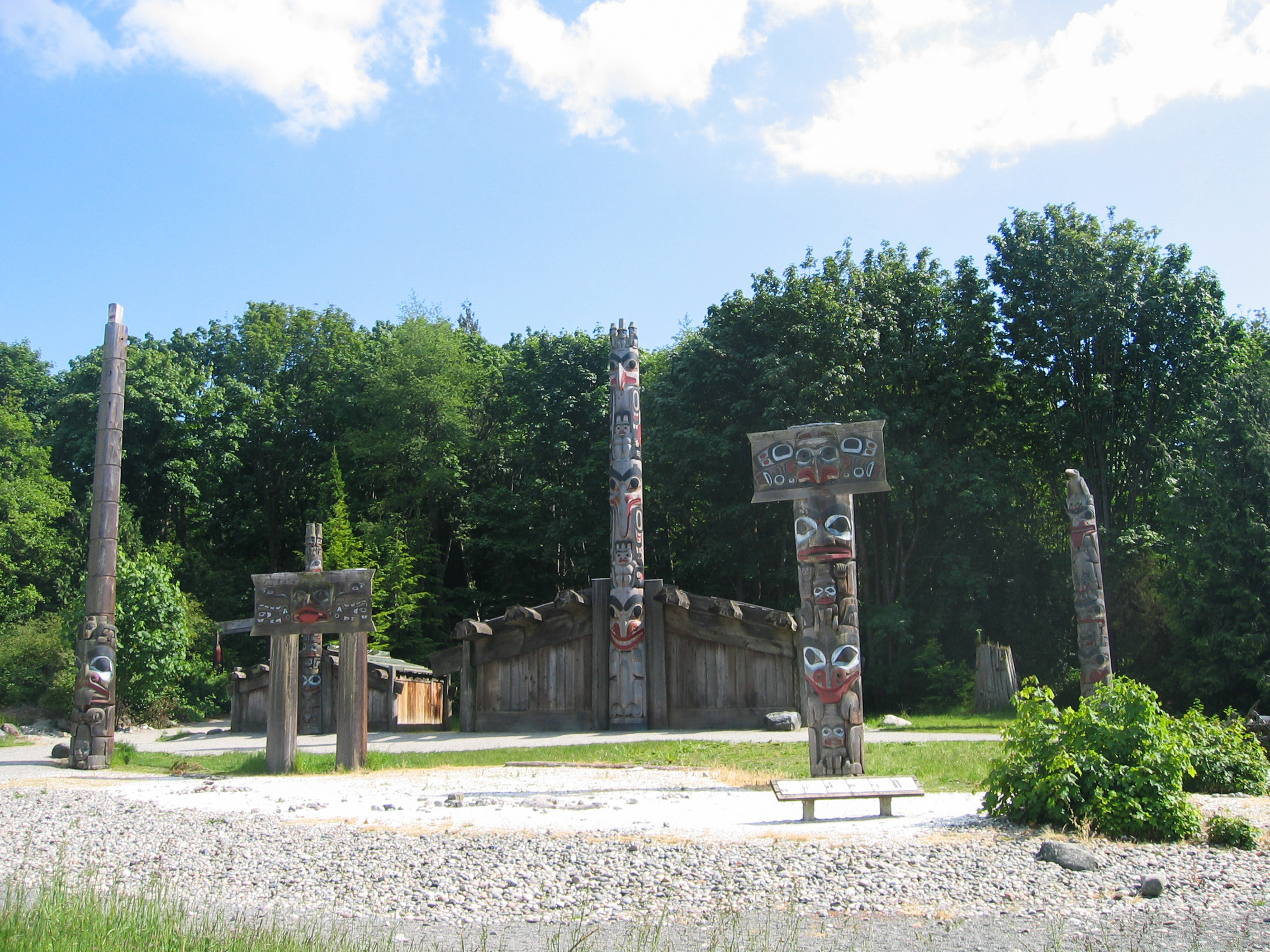
Stâlpi totemici la Muzeul de Antropologie al Universității din Columbia Britanică

Sensurile desenelor de pe stâlpii totemici sunt la fel de variate ca și culturile care le creează. Unii stâlpi celebrează credințe culturale care pot povesti despre legende cunoscute, înaintașii din clan sau evenimente deosebite, în timp ce altele sunt în mare parte artistice. Animalele și alte personaje sculptate pe stâlpi sunt de obicei folosite ca simboluri ce reprezintă personaje sau evenimente dintr-o poveste; cu toate acestea, unele pot face referire la jumătatea celui ce deține stâlpul,  sau pot completa pur și simplu spațiul gol de pe acesta.  Figurile sculptate se împletesc una pe alta pentru a crea design-ul general, care poate atinge o înălțime de peste 18 metri. Sculpturile mai mici pot fi poziționate în spațiile rămase libere, pot fi înfipte în urechile sau agățate de gurile personajelor mai mari de pe stâlp.   
 Unele dintre figurile de pe stâlpi constituie rememorări simbolice ale certurilor, crimelor, datoriilor și altor întâmplări neplăcute în legătură cu care nativii americani preferă să rămână tăcuți. . . Cele mai cunoscute povești, precum cele ale isprăvilor lui Raven și Kats, care s-au căsătorit cu femeia-urs, sunt știute de aproape toți nativii din zonă. Sculpturile care simbolizează aceste povești sunt suficient de stilizate pentru a le face ușor de recunoscut chiar și de către persoane ale căror strămoși nu și le-au însușit ca pe propriile lor povești legendare.  
 Cei din culturi în care nu se cioplesc stâlpi totemici presupun adesea că reprezentarea liniară a figurilor acordă cea mai mare importanță figurii celei mai înalte, idee care a devenit omniprezentă în cultura dominantă după ce a intrat în limbajul mainstream în anii 1930 prin sintagma „omul de jos de pe stâlpul totemic"  (și ca titlu al unei cărți de umor ce a devenit bestseller din 1941, de H. Allen Smith ). Cu toate acestea, sursele autohtone fie resping în totalitate componenta liniară, fie inversează ierarhia, așezând cele mai importante reprezentări în partea de jos, suportând greutatea tuturor celorlalte figuri, sau la nivelul ochiului privitorului, pentru a le sublinia sensul.  Mulți stâlpi nu conțin niciun aranjament vertical, constând dintr-o figură singuratică în vârful unei coloane nedecorate. 

## Tipuri
Există șase tipuri principale de stâlpi totemici: stâlpi frontali ai casei, stâlpi interni ai casei, stâlpi funerari, stâlpi comemorativi, stâlpi de bun venit și stâlpi ai rușinii. 

### Stâlpii frontali ai casei
Acest tip de stâlp, cu înălțimea obișnuită între 6 și 12 metri,  este cel mai decorativ dintre toate. Sculpturile lor spun povestea familiei, a clanului sau a satului care le dețin. Acești stâlpi sunt de asemenea cunoscuți drept stâlpi heraldici sau de familie. Stâlpii de acest tip sunt amplasați în afara casei clanului celor mai importanți lideri ai satului. Adesea, chipuri de paznici sunt sculptate în vârful stâlpului pentru a proteja familia proprietarului și satul. Un alt tip de stâlp de casă frontal este stâlpul de intrare, care este legat de centrul casei și include o deschidere de formă ovală prin baza care servește drept intrare în casa clanului. 

### Stâlpii interiori ai casei
Acești stâlpi interiori, de obicei cu înălțime de 2-3 metri, sunt de obicei mai scurți decât stâlpii exteriori.  Stâlpii interiori susțin grinda de acoperiș a unei case de clan și includ o crestătură mare în partea superioară, unde grinda se poate sprijini.  O casă de clan poate avea doi-patru sau mai mulți stâlpi interiori, în funcție de grupul de nativi americani care a construit-o. Sculpturile de pe acești stâlpi, la fel ca și cele de pe stâlpii frontali ai casei, sunt adesea folosite ca un utilitar de povestire pentru copii și ajută la a spune istoria familiei ce deține casa.  

### Stâlpii funerari
Cel mai rar tip de stâlp totemic este o structură funerară care încorporează cutii funerare cu stâlpi de susținere sculptați sau include un loc special în care este ținută cutia funerară. Se numără printre cei mai înalți și mai proeminenți stâlpi, ajungând la înălțimi între 15 și 21 de metri.  Populațiile Haida și Tlingit ridică stâlpi funerari la moartea unor persoane importante din comunitate. Acești stâlpi pot avea o singură figură sculptată în partea de sus, care poate înfățișa vârful clanului, dar sculpturile acoperă de obicei întreaga suprafață. Cenușa sau corpul persoanei decedate sunt plasate în porțiunea superioară a stâlpului. 

### Stâlpii comemorativi
Acest tip de stâlp, care de obicei stă în fața unei case de clan, este ridicat la aproximativ un an după ce o persoană a murit. Stâlpul comemorativ al șefului de clan poate fi ridicat în centrul satului.  Scopul stâlpului este de a onora persoana decedată și de a identifica ruda care îi devine succesor în cadrul clanului și al comunității. Tradițional, stâlpul comemorativ are o figură în partea de sus, dar o figură suplimentară poate fi addăugată în partea inferioară a stâlpului. 
Stâlpii comemorativi pot de asemenea comemora un eveniment. De exemplu, mai mulți stâlpi totemici comemorativi au fost ridicați de populația Tlingit în onoarea lui Abraham Lincoln, unul dintre ele fiind mutat în Saxman, Alaska, în 1938. Stâlpul Lincoln de la Saxman comemorează sfârșitul ostilităților între două clanuri rivale Tlingit și simbolizează speranța de pace și prosperitate în urma ocupației americane a regiunii Alaska. Povestea începe în 1868, când guvernul Statelor Unite a construit o vamă și o forțăreață pe insula Tongass și a lăsat nava militară americană Lincoln să patruleze zona. După ce soldații americani aflați în fortăreață și la bordul navei Lincoln au oferit protecție grupării Tongass împotriva rivalei sale, Kagwantan, gruparea Tongass a comandat stâlpul Lincoln pentru a comemora evenimentul.  

### Stâlpii de bun venit
Sculptați de popoarele Kwakwaka'wakw (Kwakiutl) și Nuu-chah-nulth (Nootka), majoritatea stâlpilor includ mari sculpturi de figuri umane, unele înalte de 12 metri. Stâlpii de bun venit sunt așezați la marginea unei ape curgătoare sau sărate pentru a întâmpina oaspeții comunității sau, eventual, pentru a intimida străinii.   

### Stâlpii rușinii
Stâlpii folosiți pentru ridiculizarea publică sunt numiți de obicei stâlpi ai rușinii și au fost creați pentru a face de rușine persoane sau grupuri pentru datoriile neplătite sau pentru alte greșeli.   Stâlpii sunt adeseori așezați în locații vizibile și îndepărtați după ce datoria este plătită sau greșeala îndreptată. Sculpturile de pe stâlpii rușinii reprezintă persoana în cauză.  

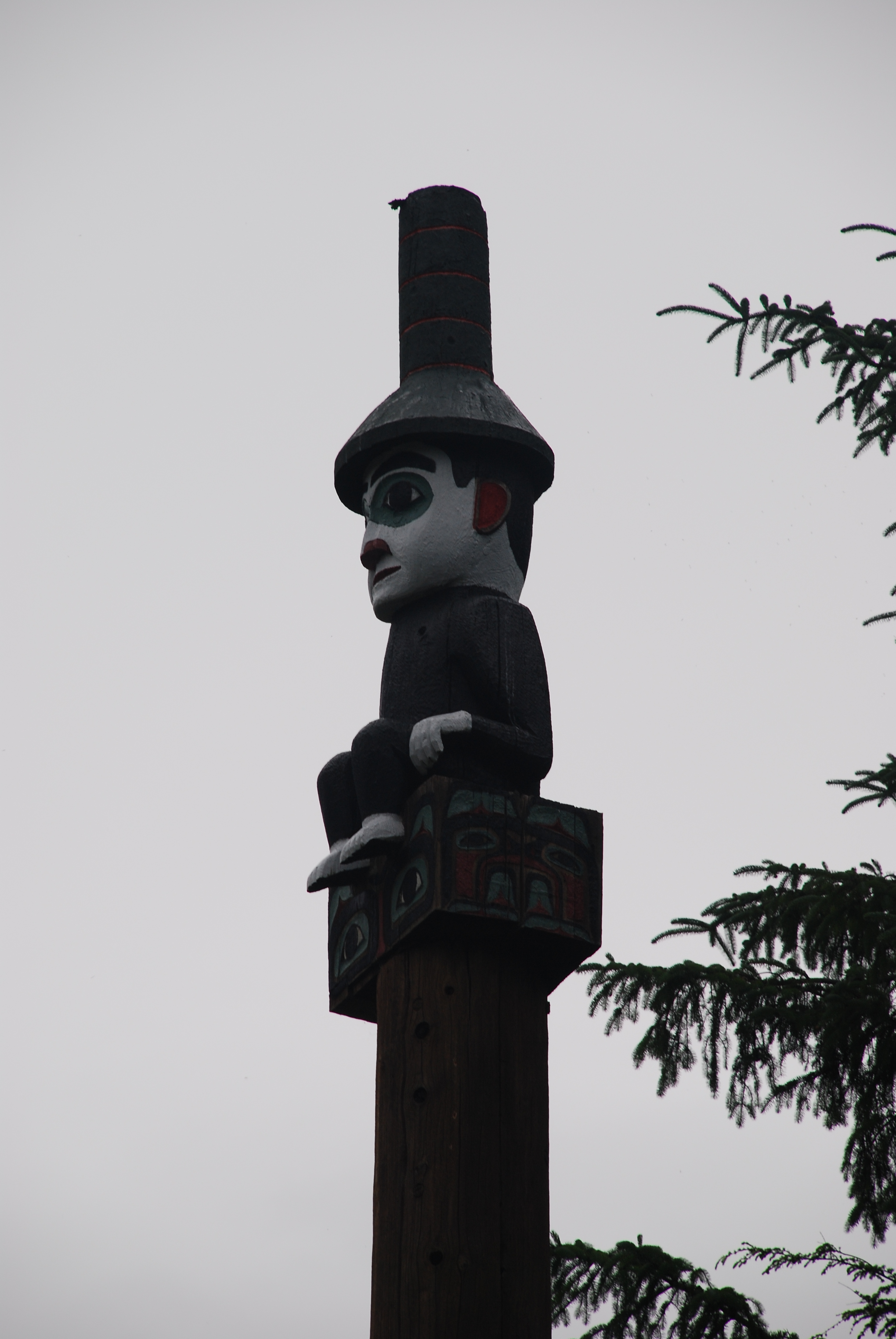
Stâlpul lui Seward

Un faimos stâlp al rușinii este Stâlpul lui Seward din Parcul totemic din Saxman, Alaska. Acesta a fost creat pentru a-l face de rușine pe fostul secretar de stat al SUA William H. Seward pentru că nu a răspuns amabilității sau generozității gazdelor sale Tlingit în urma unui potlach dat în onoarea sa. Intenția acestui stâlp este indicată de nasul și urechile pictate în roșu ale figurii și simbolizează zgârcenia lui Seward.  
Un alt exemplu de stâlp al rușinii este stâlpul numit Trei Broaște, de pe insula Chief Shakes, din Wrangell, Alaska. Acest stâlp a fost ridicat de Chief Shakes pentru a face de rușine clanul Kiks.ádi  pentru a-l face să ramburseze o datorie cauzată de sprijinirea a trei femei kiks.ádi care ar fi conviețuit cu trei sclavi în gospodăria lui Shakes. Când liderii Kiks.ádi au refuzat să plătească sprijin pentru femei, Shakes a comandat un stâlp cu sculpturile a trei broaște, care reprezentau vârful clanului Kiks.ádi. Nu se știe dacă datoria a fost rambursată vreodată.  Stâlpul se află lângă Casa Tribală Shake, din Wrangell. Forma unică a traversei stâlpului a devenit în mod popular asociată cu orașul Wrangell și continuă să fie utilizată de către ziarul Wrangell Sentinel . 
În 1942, Serviciul forestier al SUA a comandat un stâlp pentru a-l comemora pe Alexander Baranof, guvernatorul rus și managerul companiei ruse-americane, un proiect de lucrări civile. Intenția inițială a stâlpului a fost comemorarea unui tratat de pace între ruși și populația Tlingit, pe care guvernatorul l-a intermediat în 1805. George Benson, un cioplitor și artizan Sitka, a creat designul original. Versiunea completă s-a aflat inițial în Piața Totem din centrul Sitka, Alaska.  Când Benson și alți coloniști Sitka nu au fost disponibili pentru a face lucrările, Serviciul forestier al SUA s-a folosit de lucrătorii CCC ca să sculpteze stâlpul în Wrangell, Alaska. Deoarece grupurile autohtone Sitka și Wrangell au fost rivale, s-a susținut că cioplitorii din Wrangell au modificat designul original al lui Benson.   Din motive necunoscute, cioplitorii din Wrangell au reprezentat figura lui Baranov fără haine.  În urma unei ceremonii de îndepărtare sponsorizate de tribul Sitka din Alaska, stâlpul a fost  ''coborât'' din cauza problemelor de siguranță, la 20 octombrie 2010, folosindu-se fonduri de la Departamentul de Sănătate și Servicii Sociale din Alaska. Ziarul Sitka Sentinel a raportat că înainte de îndepărtare s-a spus că a fost „cel mai fotografiat stâlp totemic din Alaska”.  Stâlpul totemic a fost reconstruit în Piața Totem, în 2011. 
Pe 24 martie 2007, în Cordova, Alaska, a fost ridicat un stâlp al rușinii, care include fața inversată și distorsionată a fostului CEO de la Exxon, Lee Raymond.  Stâlpul reprezintă datoria neplătită de 5 miliarde de dolari în daune punitive pe care o instanță federală din Anchorage, Alaska, a hotărât că Exxon o datorează pentru rolul său în scurgerile de petrol ale companiei din golful Prince William.  

## Stâlpii totemici în alte zone ale lumii

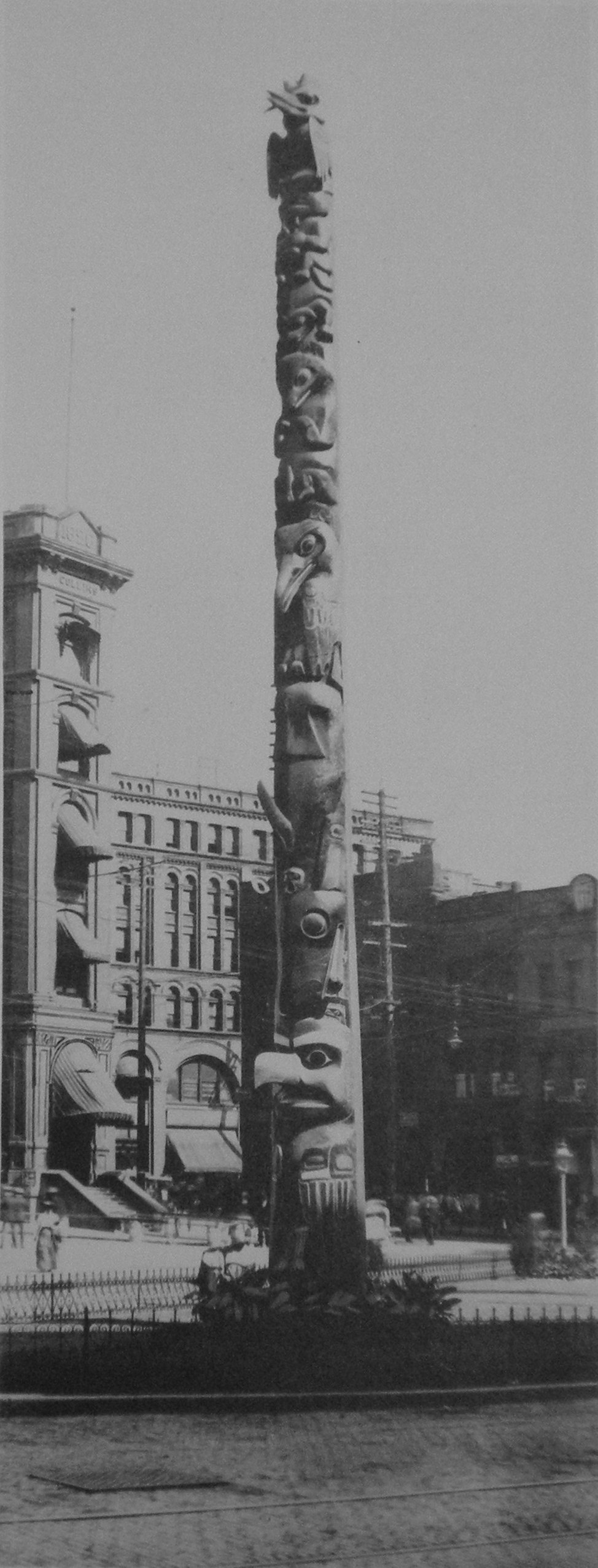
Stâlpul totemic Tlingit, adus din Alaska și amplasat în Piața Pionierilor din Seattle.

Unii stâlpi din nord-vestul Pacificului au fost mutați în alte locuri și expuse în afara contextului lor original. 
În 1903, guvernatorul districtului Alaska, John Green Brady, a colecționat cincisprezece stâlpi totemici Tlingit și Haida din satele din sud-estul Alaska, pentru expoziții publice.   În cadrul expoziției Louisiana Purchase Exposition (târgul mondial care a avut loc în Saint Louis, Missouri, în 1904), paisprezece dintre ele au fost inițial instalate în afara pavilionului din Alaska; cealaltă, care s-a rupt în timpul călătoriei, a fost reparată și instalată în satul Esquimau, construit special pentru târg.  Treisprezece dintre acești stâlpi au fost înapoiați regiunii Alaska, unde au fost în cele din urmă instalați în parcul istoric național Sitka. Ceilalți doi stâlpi au fost vânduți; un stâlp din pavilionul Alaska către  Milwaukee Public Museum, iar stâlpul din satul Esquimau a fost vândut și apoi oferit industriașului David M. Parry, care l-a instalat pe moșia sa în ceea ce a devenit cunoscut sub numele de cartierul Golden Hill din Indianapolis, Indiana.  Deși rămășițele stâlpului inițial de la Golden Hill nu mai există, o replică a fost ridicată pe 13 aprilie 1996, pe peluza din fața Muzeului Eiteljorg, al Indienilor Americani și a Artei Occidentale din Indianapolis.  Aproximativ doi ani mai târziu, replica a fost mutată în interiorul muzeului, iar în 2005, a fost instalată într-un nou atrium după finalizarea unui proiect de extindere a muzeului. 

### New Deal-ul indian
Politica „Indian New Deal” (tradus literalmente: „noul pact indian”) din anii 1930 a promovat puternic artele și meșteșugurile autohtone, iar în stâlpii totemici s-a descoperit o artă care a fost mult apreciată de europeni. În Alaska, divizia indiană a Corpului de conservare civilă a restaurat vechii stâlpii totemici, i-a copiat pe cei care nu se mai puteau repara și a sculptat în loc alții noi. Consiliul pentru arte și meserii indiene, o agenție guvernamentală federală, a facilitat vânzarea lor către publicul larg. Proiectul a fost lucrativ, dar antropologii s-au plâns că acesta îi deposeda pe băștinași de cultura lor tradițională și deturna sensul stâlpilor totemici.  
Un alt exemplu a apărut în 1938, când Serviciul forestier al SUA a început un program de restaurare a stâlpilor totemici din Alaska.  Stâlpii au fost îndepărtați din locurile lor inițiale ca stâlpi funerari și de vârf pentru a fi copiați sau reparați și apoi transferați în parcuri-grădină de tip englez și francez, pentru a demistifica semnificația lor pentru turiști.  
În Anglia, pe malul lacului Virginia Water, în sudul marelui parc Windsor, există un stâlp totemic canadian înalt de 30 de metri, care i-a fost dăruit reginei Elisabeta a II-a pentru a comemora centenarul regiunii Columbia Britanică . În Seattle, Washington, un stâlp totemic funerar Tlingit a fost ridicat în Piața Pionierului în 1899, după ce a fost luat dintr-un sat alaskan.  În plus, colecțiile de stâlpi totemici din Parcul Stanley din Vancouver, Parcul Thunderbird din Victoria și Muzeul de Antropologie de la Universitatea British Columbia au fost scoase din locurile lor originale de pe teritoriul Columbiei Britanice.     

## Construcție și întreținere

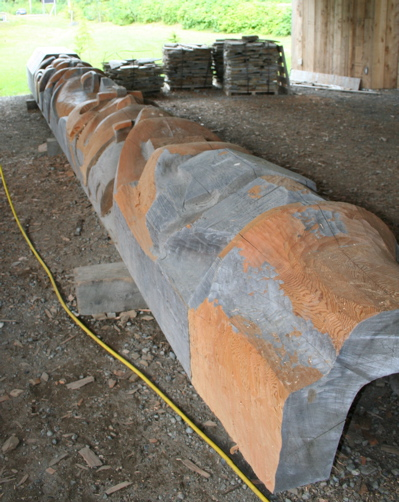
Stâlp Haida incomplet, în Skidegate (Columbia Britanică)

După ce arborele care va fi utilizat pentru stâlpul totemic este selectat, acesta este tăiat și mutat la locul unde va fi sculptat, unde sunt îndepărtate scoarța și stratul exterior de lemn. În continuare, se alege partea arborelui care urmează să fie sculptată, iar jumătatea din spate a copacului este eliminată. Mijlocul buturugii este scobit pentru a-l face mai ușor și pentru a-l feri de crăpare.  Uneltele timpurii folosite pentru sculptarea stâlpilor totemici erau din piatră, scoarță sau os, dar începând cu sfârșitul anilor 1700, folosirea uneltelor de fier a făcut ca sculptura să aibă loc mai repede și mai ușor. La începuturi, este posibil ca designul de bază al figurilor să fi fost pictat pe lemn pentru a ghida cioplitorii, însă artizanii de astăzi folosesc modele de hârtie ca schițe pentru desenele lor. Aceștia folosesc ferăstrău cu lanț pentru a realiza formele și tăieturile brute, în timp ce adezivii și dălțile sunt folosite pentru a toca lemnul. Cioplitorii utilizează cuțite și alte instrumente pentru prelucrarea lemnului pentru a adăuga detaliile mai fine. În momentul în care sculptura este completă, se adaugă vopsea pentru a îmbunătăți detaliile specifice ale figurilor.  
Ridicarea unui stâlp totemic se face rareori folosind metode moderne, chiar și pentru stâlpii instalați în împrejurări moderne. Majoritatea artiștilor folosesc o metodă tradițională, urmată de o ceremonie dedicată ridicării, Metoda tradițională necesită săparea unui șanț adânc. Un capăt al stâlpului este plasat în partea inferioară a șanțului; celălalt capăt este susținut într-un unghi ascendent de o schelă din lemn. Sute de oameni puternici trag stâlpul în poziție verticală, în timp ce alții fixează stâlpul de frânghiile laterale și îl împletesc cu grinzi încrucișate. Odată ce stâlpul este în poziție verticală, șanțul este umplut cu pietre și pământ. După finalizarea ridicării, cioplitorul, asistenții acestuia și alți invitați la eveniment efectuează un dans de sărbătoare lângă stâlp. După ce stâlpul este ridicat, are loc de obicei o petrecere potlach în cadrul comunității, pentru a celebra acest eveniment.  

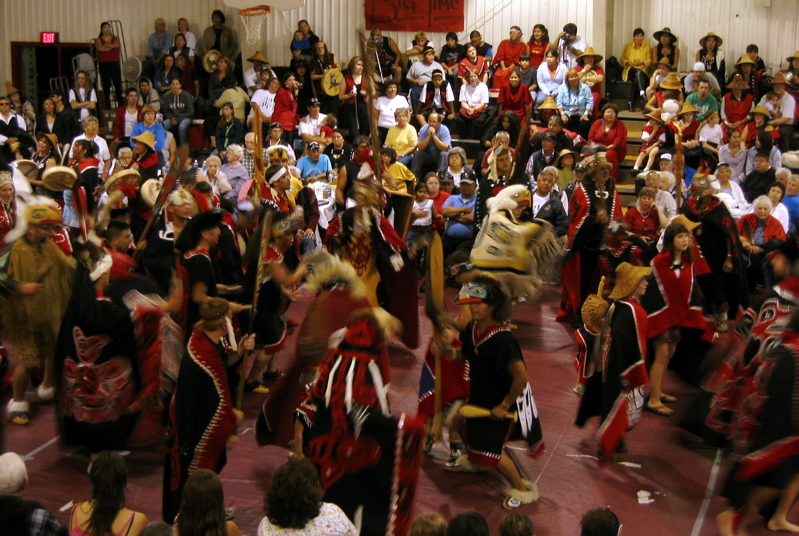
Dans, la o sărbătoare de ridicare a stâlpului în Klawock, Alaska

Stâlpii de totem nu sunt de obicei bine întreținuți după instalarea lor și celebrarea potlatch-ului. Stâlpii au de obicei o durată de viață între 60 și 80 de ani; doar câțiva au rezistat mai mult de 75 de ani și chiar mai puțini au împlinit vârsta de 100 de ani.  Odată ce lemnul putrezește atât de rău încât stâlpul începe să se aplece și reprezintă o amenințare pentru trecători, acesta este fie distrus, fie împins și îndepărtat. Stâlpii mai vechi cad de obicei în timpul furtunilor puternice de iarnă de pe coastă. Proprietarii unui stâlp prăbușit pot comanda unul nou care să-l înlocuiască. 

## Proprietate culturală
Fiecare cultură are de regulă reguli și obiceiuri complexe în ceea ce privește desenele tradiționale reprezentate pe stâlpi. Acestea sunt considerate în general proprietatea unui anumit clan sau a unui grup familial de cioplitori tradiționali, iar această proprietate nu poate fi transferată persoanei care a comandat sculpturile. Au existat proteste atunci când cei care nu au fost instruiți în metodele tradiționale de cioplire, în semnificațiile culturale și protocolare, au realizat „stâlpi totemici falși” în scopuri comerciale legate de afișaj public.  Însușirea pe nedrept a culturii coastei Pacificului de Nord-Vest de către piața de artă și de cea suvenirurilor turistice a dus la producția de imitații ieftine de stâlpi totemici, executați în urma unei cunoașteri neadecvate a  convențiilor lor stilistice complexe sau ale semnificației lor culturale. Acestea includ imitații în scopul utilizării comerciale și chiar de amuzament, în locuri în care se servește alcool și în alte împrejurări care denotă insensibilitatea și ofensează direct natura sacră a unora dintre sculpturi.  

La începutul anilor 1990, populația indigenă Haisla din Nord-Vestul Pacificului a început o lungă luptă pentru repatrierea unui totem sacru de la Muzeul de Etnografie din Suedia .   Eforturile lor soldate cu succes sunt arătate în documentarul lui Gil Cardinal, Totem: Întoarcerea stâlpului G'psgolox .  În octombrie 2015, un stâlp totemic Tlingit a fost returnat din Hawaii în Alaska  

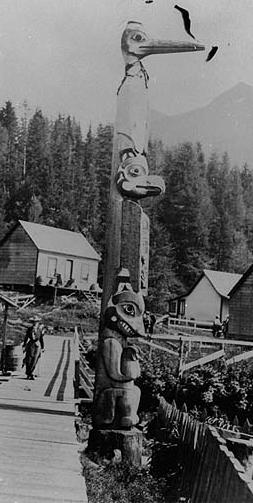
Stâlp totemic Tlingit in Ketchikan, Alaska, circa 1901
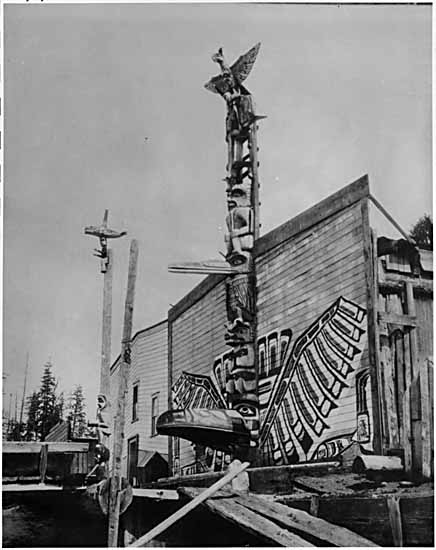
Stâlpi totemici în fața caselor din Alert Bay, Columbia Britanică, în anii 1900
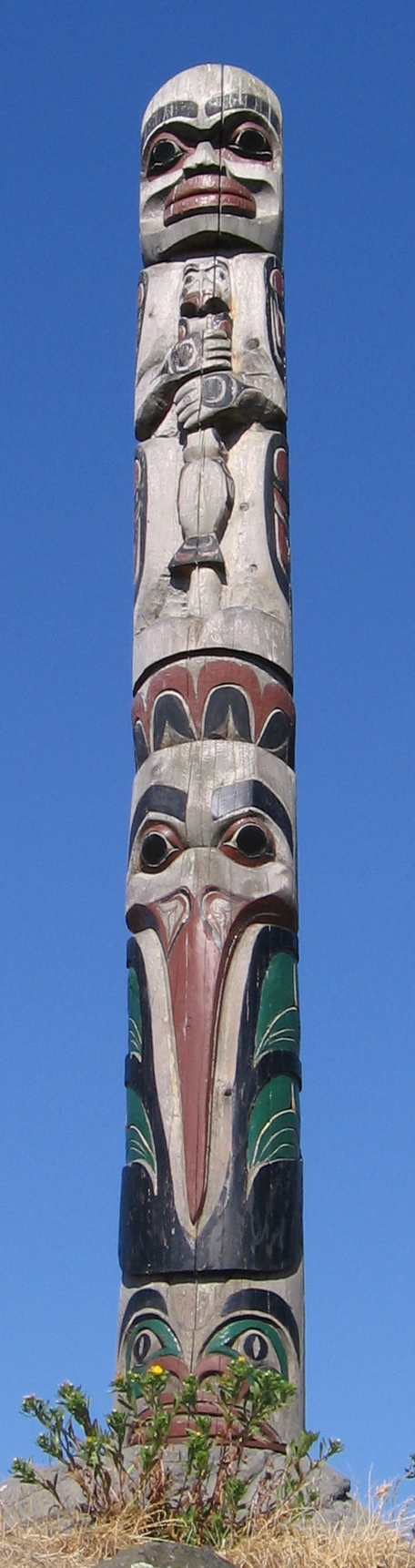
Un stâlp totemic din Parcul Totem (Victoria, Columbia Britanică)
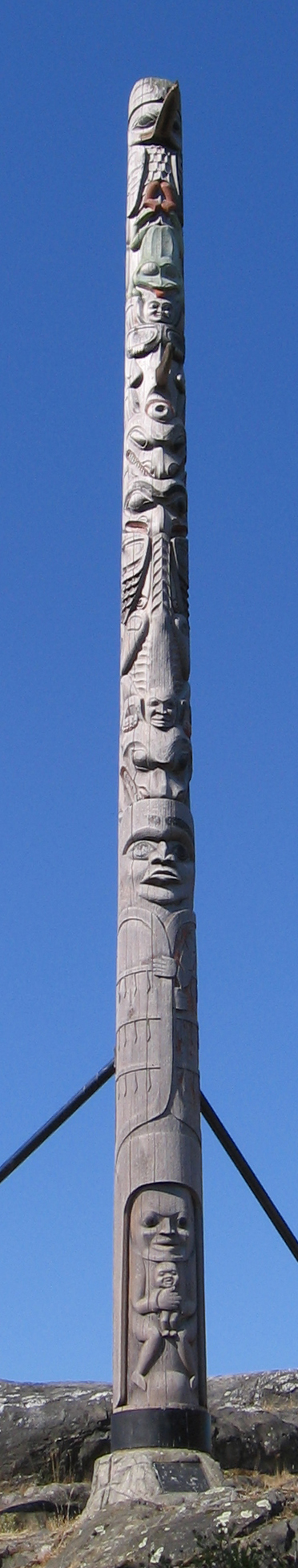
Stâlp în Parcul Totem, Victoria, Columbia Britanică
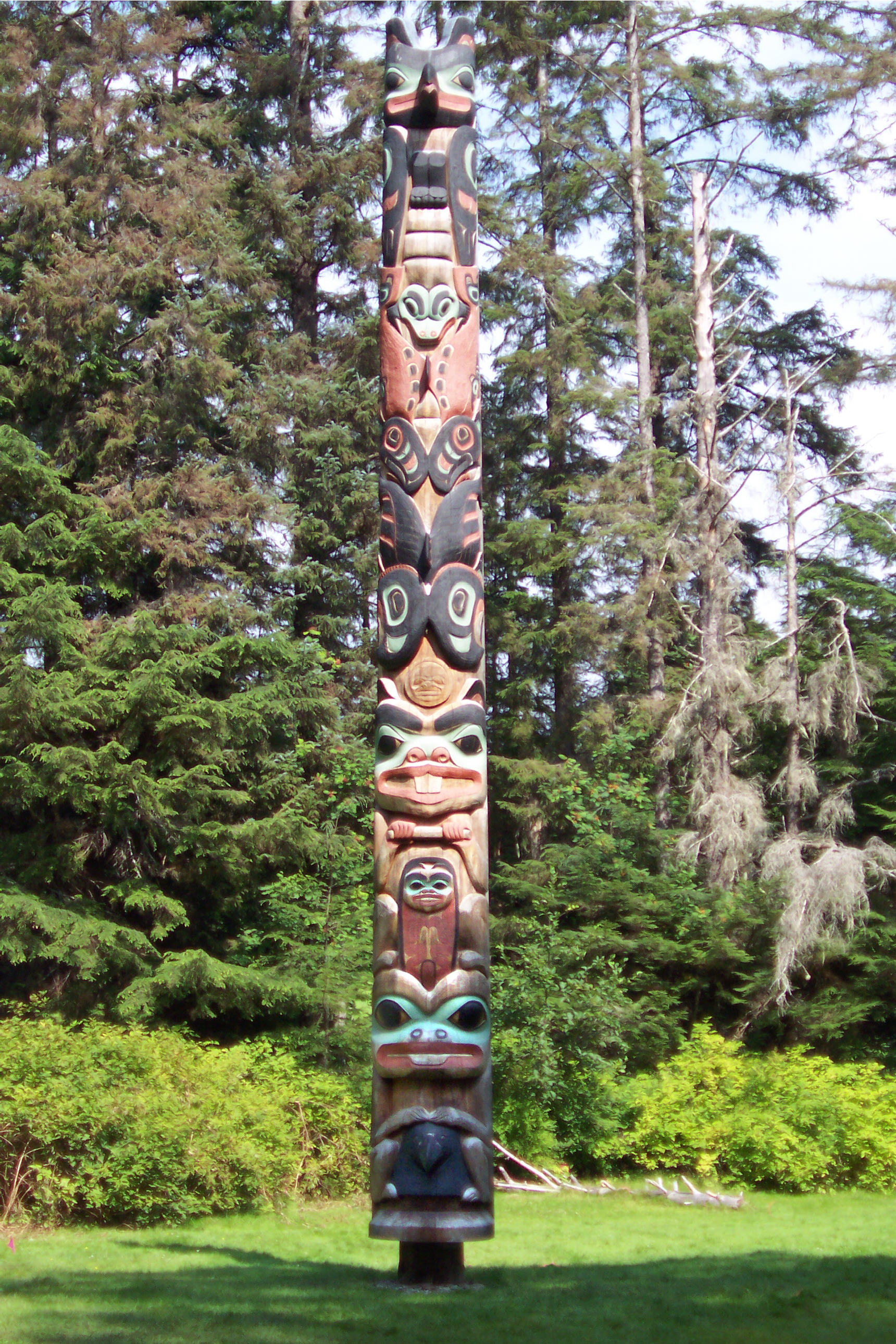
Stâlpul totemic K'alyaan al clanului Tlingit Kiks.ádi, ridicat în parcul istoric național Sitka, pentru a comemora morții în bătălia de la Sitka din 1804
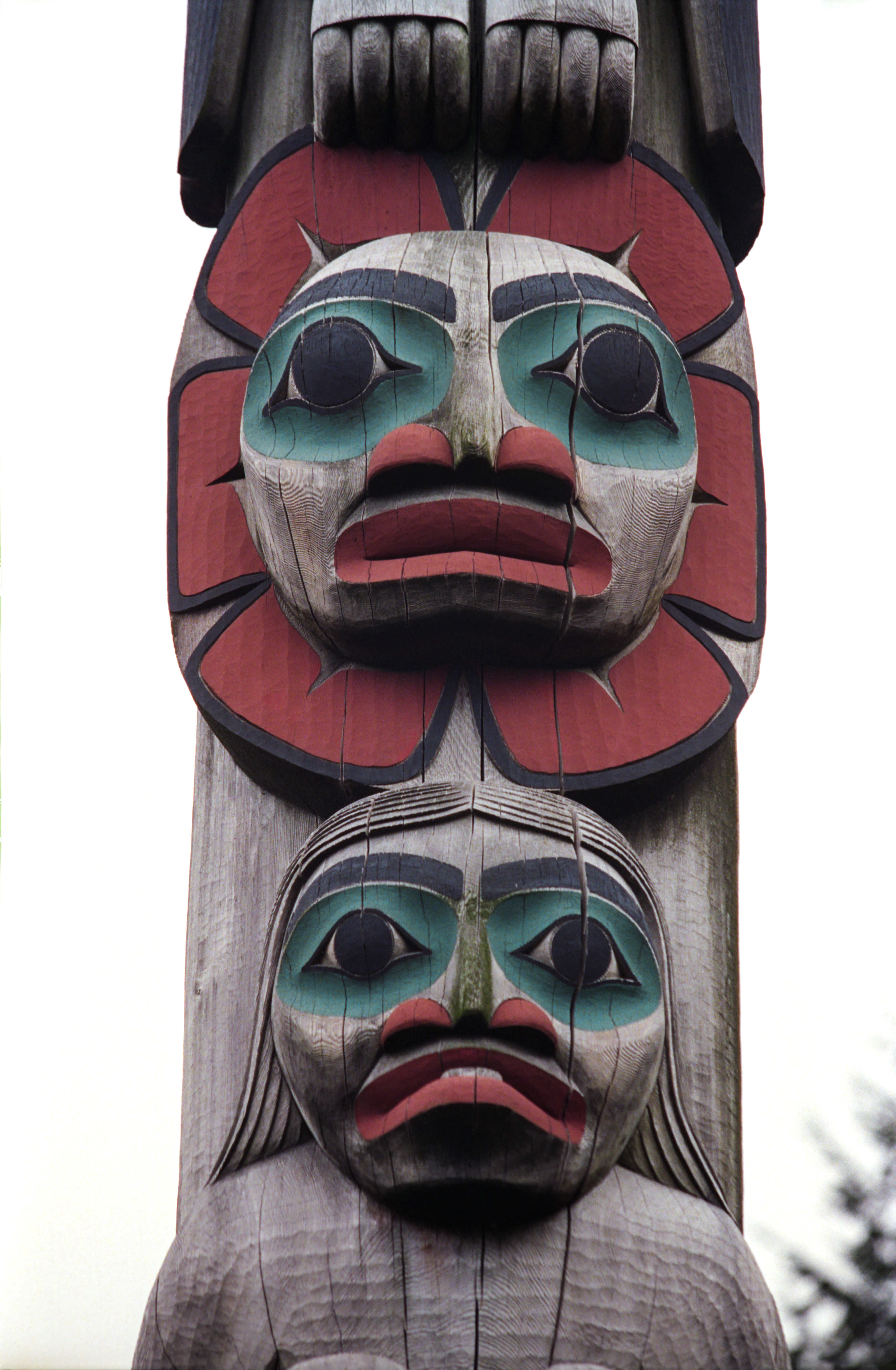
Din parcul Saxman Totem (Ketchikan, Alaska)
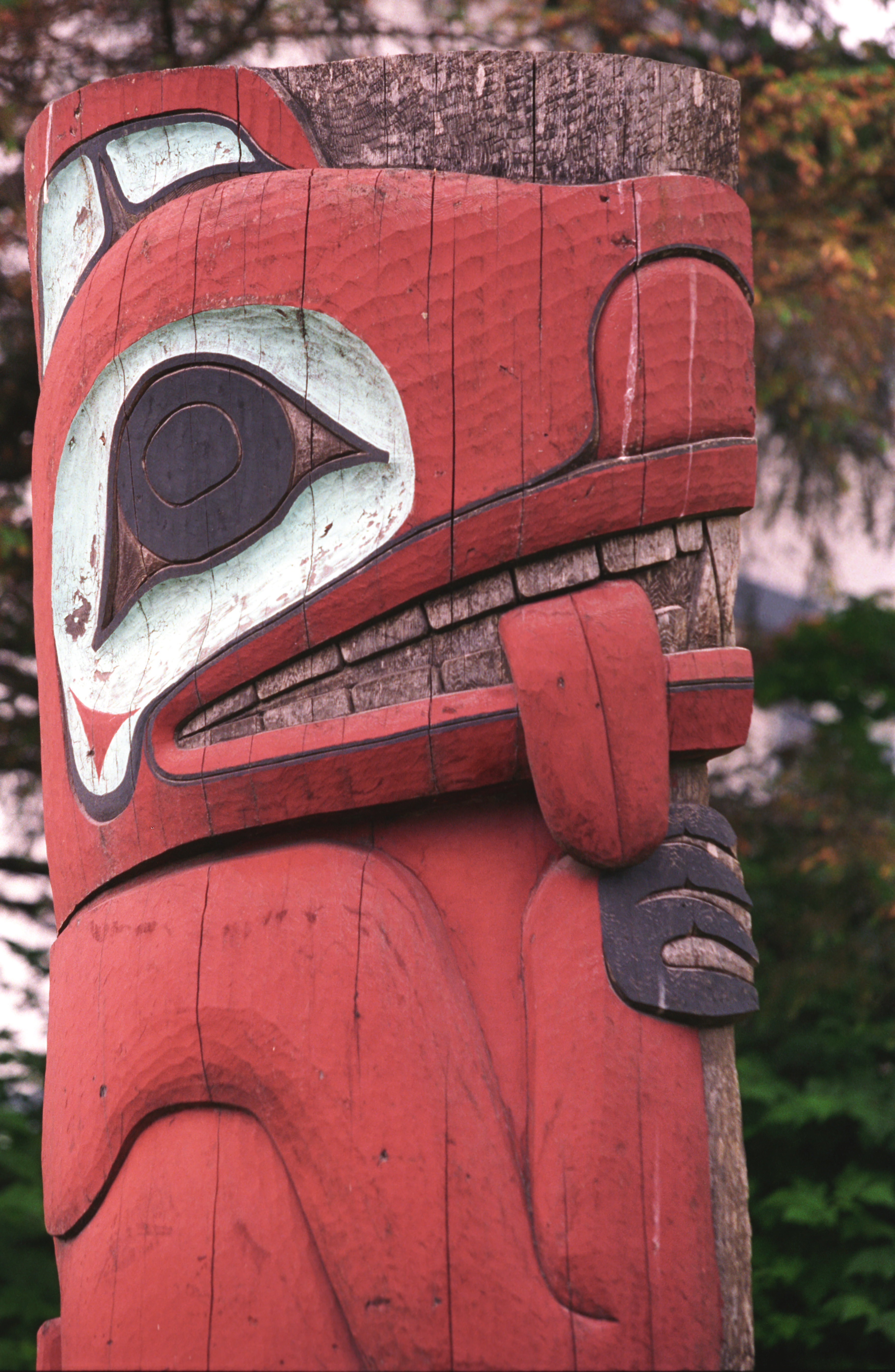
Din parcul Saxman Totem (Ketchikan, Alaska)
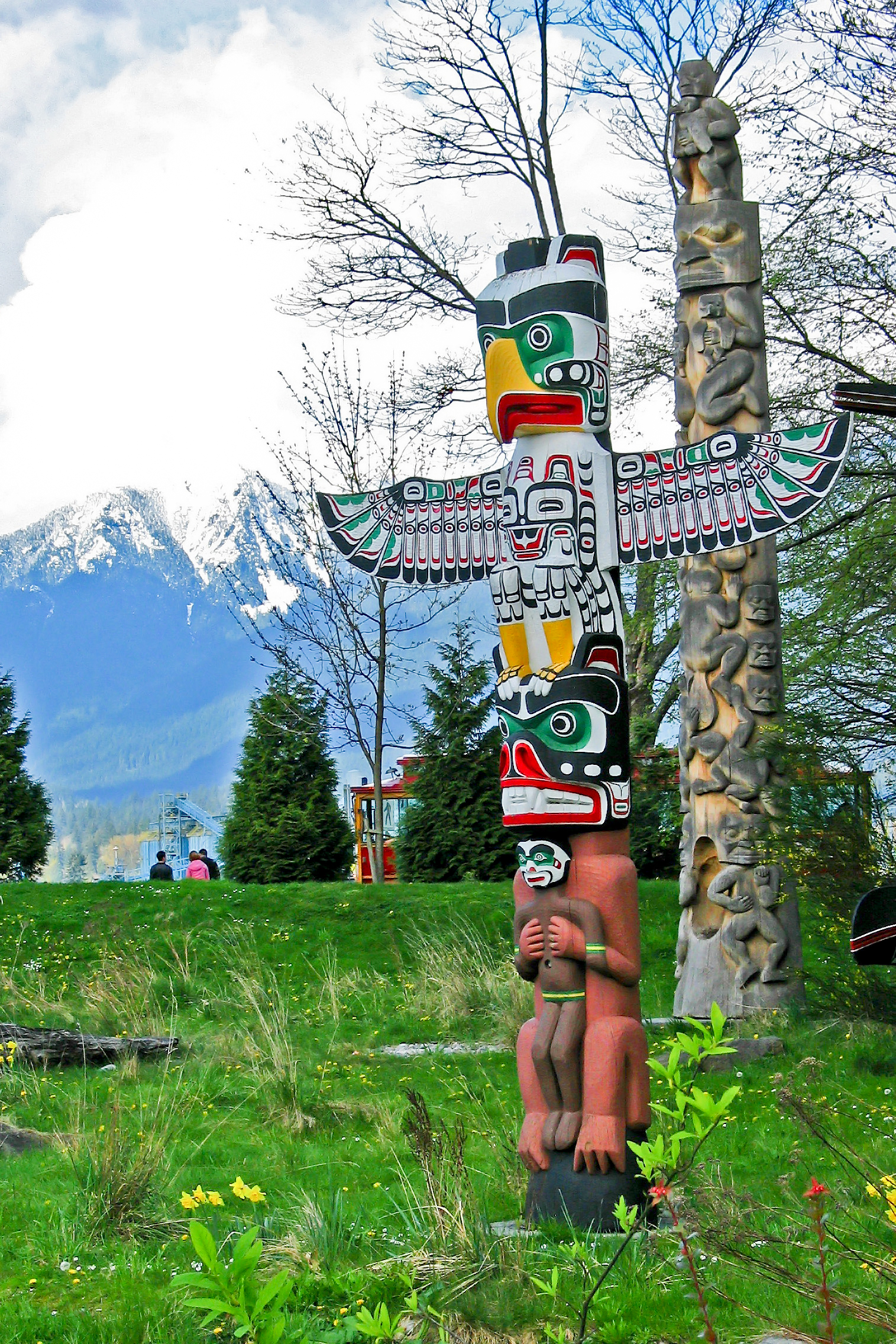
Din Brockton Point, Stanley Park (Vancouver, Columbia Britanică)
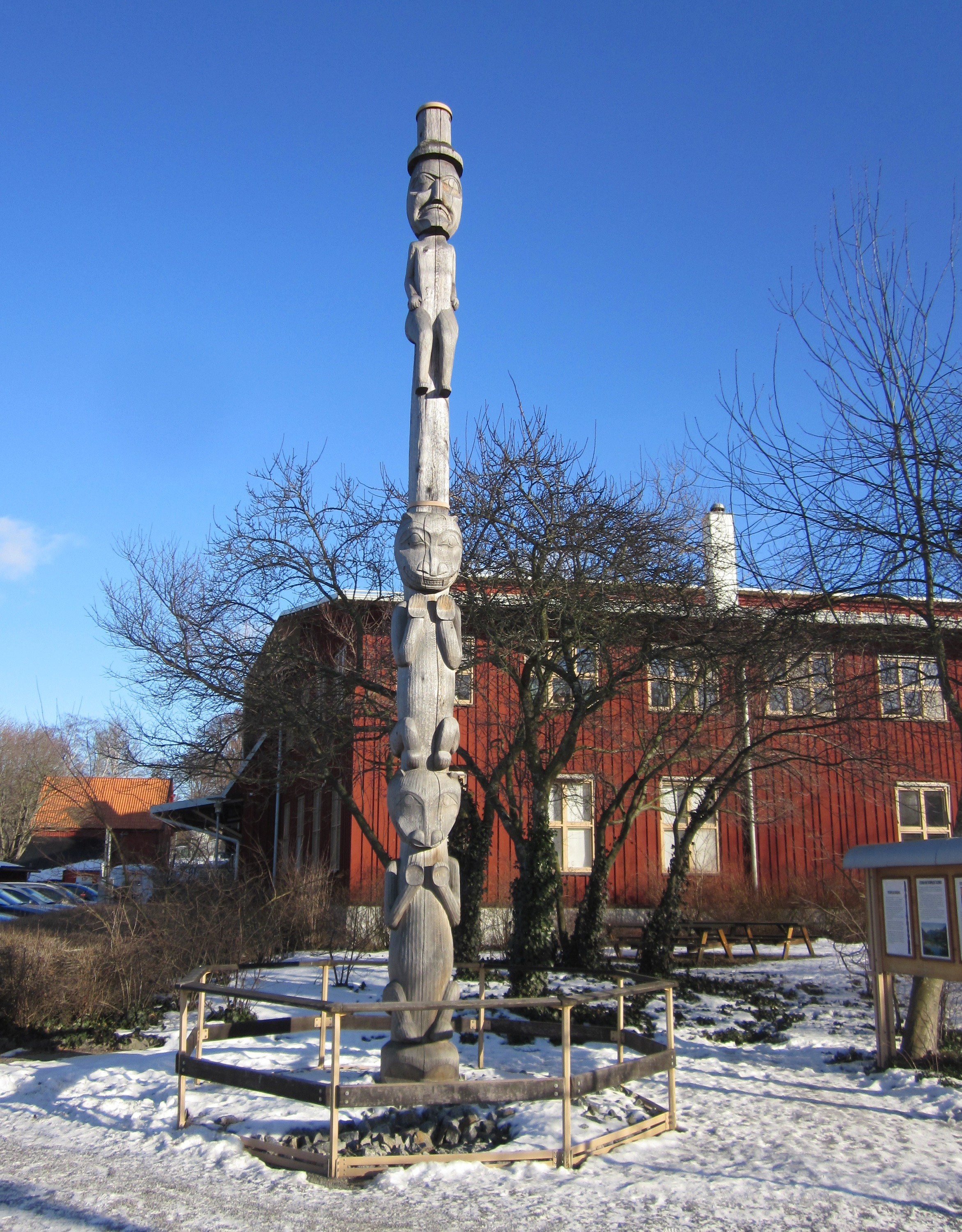
Replica stâlpului G'psgolox. Un cadou de la populația nativă Haisla pentru Muzeul de Etnografie din Stockholm (Suedia).
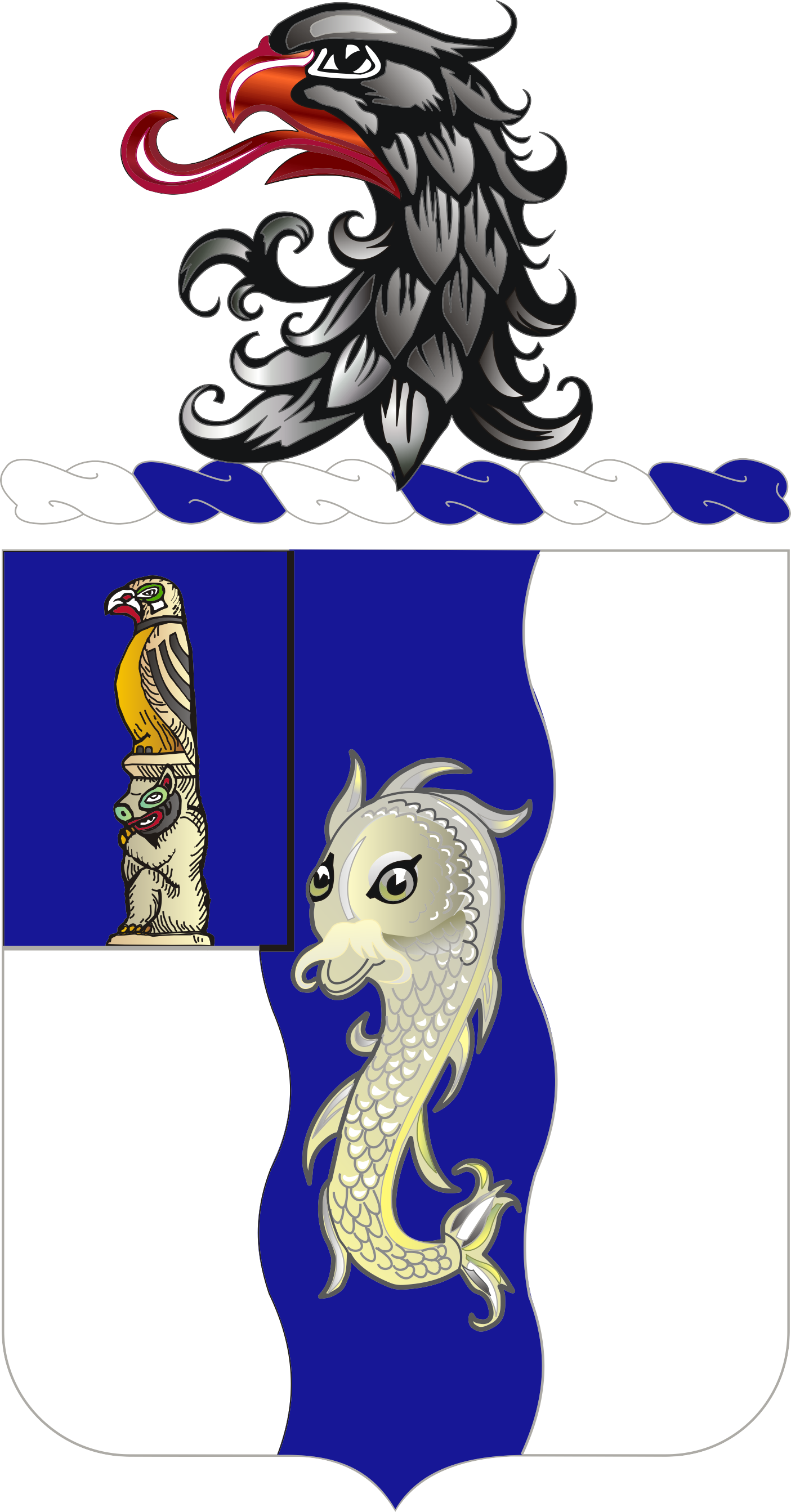
Al L-lea regiment de infanterie americană. Stemă cu aranjament de totem al unui vultur american și al unui urs rus (ce semnifică transferul regiunii Alaska de la Rusia către Statele Unite)
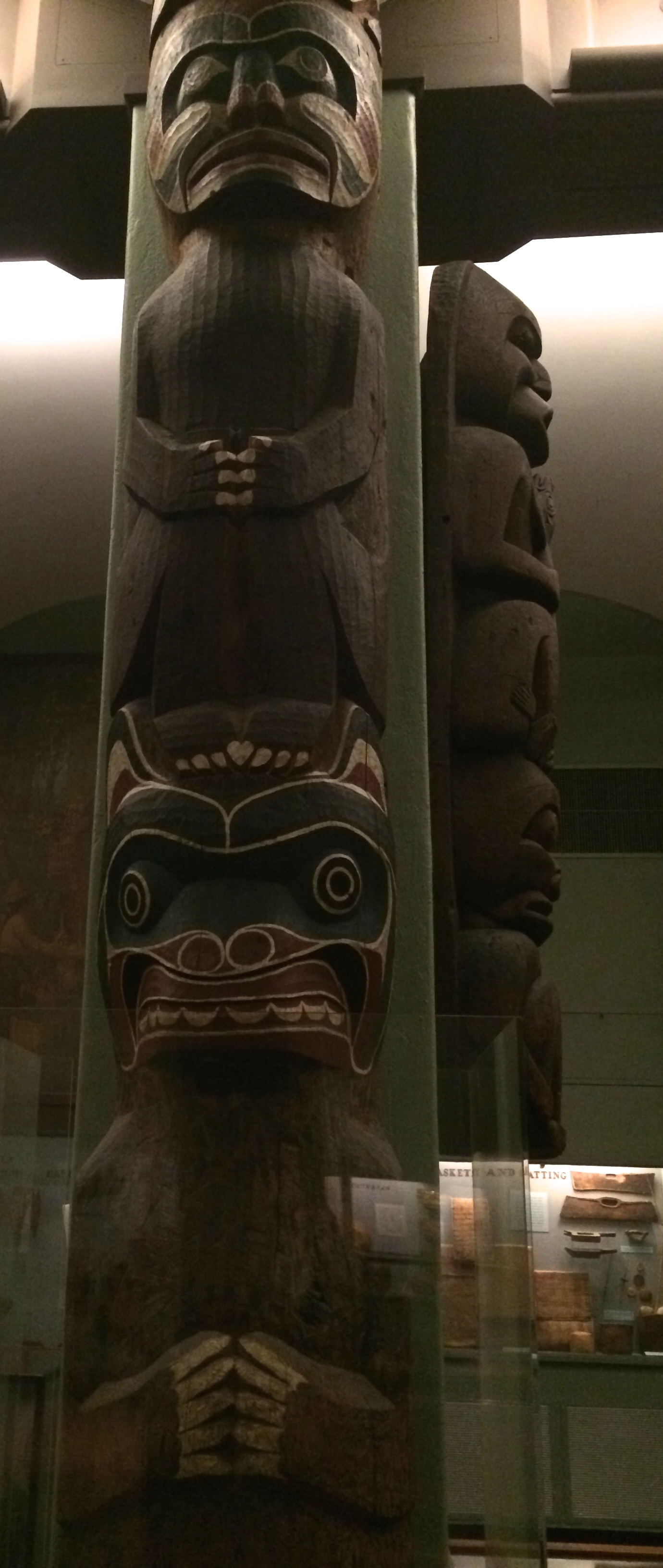
Sâlpull casei Kwakwaka'wakw, de la Muzeul American de Istorie Naturală

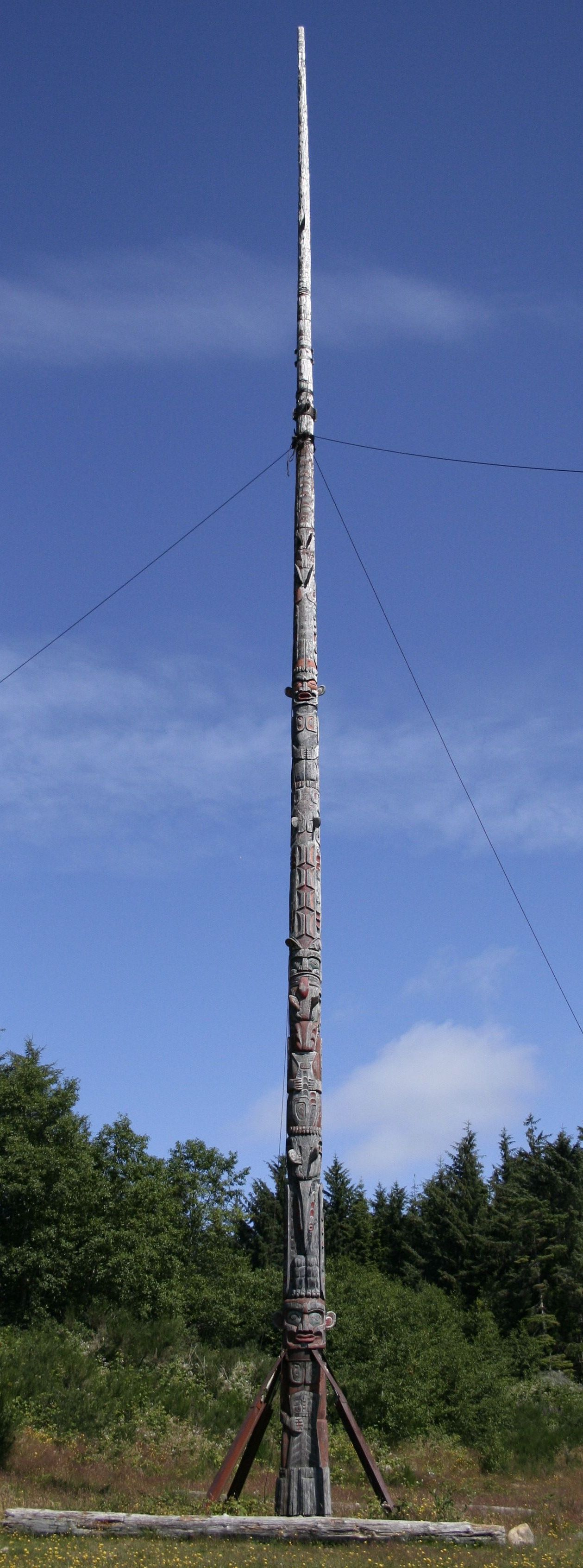
Cel mai înalt stâlp totemic din lume, lângă Golful Alert

Titlul de „Cel mai înalt stâlp totemic al lumii” este sau a fost revendicat la un moment dat de mai multe orașe de coastă din nord-vestul Pacificului, America de Nord.  Disputele în legătură cu autenticitatea lor depind de factori precum numărul de buturugi utilizate în construcție sau afilierea cioplitorului. Competițiile pentru a construi cel mai înalt stâlp rămân predominante, deși devine tot mai dificil să se procure copaci cu o înălțime suficientă.   Cei mai înalți stâlpi îi includ pe cei din: 
- Alert Bay, Columbia Britanică, 53 metri , Kwakwaka'wakw. Acest stâlp este compus din două sau trei bucăți. [70]
- McKinleyville, California , 49 metri, sculptat dintr-un singur copac de lemn roșu,  de către Ernest Pierson și John Nelson.
- Kalama, Washington —  45 metri, cioplit dintr-un singur stâlp de către  Lelooska.
- Kake, Alaska — 40 metri, cioplit dintr-un singur buștean,  Tlingit
- Victoria, Columbia Britanică (Parcul Beacon Hill) — 38,9 metri, ridicat în 1956,  Kwakwaka'wakw, sculptat de către Mungo Martin, împreună cu Henry Hunt și David Martin.
- Tacoma, Washington (Parcul Pompierilor) — 32 metri, sculptat de nativii din regiunea Alaska în 1903.
- Vancouver, Columbia Britanică (Muzeul Maritim) — 30 metri, Kwakwaka'wakw, sculptat de Mungo Martin cu Henry Hunt și David Martin.

Cel mai gros stâlp totemic care a fost sculptat până în prezent se găsește în Duncan, Columbia Britanică . Sculptat de Richard Hunt în 1988, în stilul Kwakwaka'wakw, măsoară peste 1,8 metri în diametru și îl reprezintă pe Cedar Man luându-și înfățișarea de om. 
Colecții importante de stâlpi totemici expuși se găsesc în următoarele locuri: 
- Muzeul de Stat din Alaska, Juneau, Alaska [71]
- Muzeul American de Istorie Naturală, New York, New York
- Muzeul de Istorie și Cultură Naturală "Burke", Universitatea din Washington, Seattle [72]
- Muzeul canadian de istorie, zona Hull din Gatineau, Quebec
- Duncan, Columbia Britanică, Orașul Totemelor
- Rezervația Parcului Național "Gwaii Haanas" și Situl Patrimoniului "Haida", Haida Gwaii, Columbia Britanică
- Centrul cultural "Haida", Skidegate, Columbia Britanică
- 'Ksan, lângă Hazelton, Columbia Britanică
- Muzeul de antropologie al UBC, Vancouver, Columbia Britanică
- Stâlpii de vârf Nisga'a și Haida de la Muzeul Regal "Ontario", Toronto
- Muzeul "Nisga'a", în Laxgalts'ap, Columbia Britanică
- Muzeul regal al Columbiei Britanice, Victoria, Columbia Britanică
- Parcul de totemi "Saxman", din Saxman, Alaska [73]
- Parcul istoric național "Sitka", Sitka, Alaska [74]
- Parcul "Stanley" (Peninsula Brockton), Vancouver, Columbia Britanică
- Parcul de stat "Totem Bight", Ketchikan, Alaska
- Parcul "Thunderbird", Victoria, Columbia Britanică [75]
- Centrul cultural "Totem", Ketchikan, Alaska [76]

## Vezi si
- Jangseung
- Crestă (heraldică)
- Huabiao
- stelă
- Irminsul
- Tiki
- Chemamull
- Idolul din Șighir